# Mr. Kaplan
Mr. Kaplan é um filme de comédia dramática e suspense teuto-hispano-uruguaio de 2014 dirigido e escrito por Álvaro Brechner. 
Foi selecionado como representante do Uruguai à edição do Oscar 2015, organizada pela Academia de Artes e Ciências Cinematográficas.

## Elenco
- Héctor Noguera - Jacobo
- Néstor Guzzini - Contreras
- Rolf Becker - alemão
- Nidia Telles - Rebeca
- Nuria Fló - Lottie
- Leonor Svarcas - Estrella
- Gustavo Saffores - Isaac
- Hugo Piccinini - Elias